# Manfred Gebhardt
Manfred Gebhardt (* 6. Januar 1927 in Ziegelrode, Mansfelder Gebirgskreis; † 17. Juli 2013 in Naumburg) war ein deutscher Journalist und Autor.

## Leben und Wirken
Manfred Gebhardt kam als Soldat im Zweiten Weltkrieg in polnische Kriegsgefangenschaft und wurde 1949 in die Deutsche Demokratische Republik entlassen. Ab 1950 arbeitete er als Journalist bei der Jungen Welt und bei der Berliner Zeitung. Von 1959 bis 1962 war er Chefredakteur der Zeitschrift Die Stimme. Von 1962 bis 1979 war er stellvertretender Chefredakteur und von 1979 bis 1991 Chefredakteur der Monatszeitschrift Das Magazin.

## Schriften
- Gesetze zur Verbesserung der Lebenslage der Bevölkerung. Nationalrat der Nationalen Front des Demokratischen Deutschlands, Berlin 1958.
- Jupp Angenfort. Kongress, Berlin 1962.
- Blickpunkt DDR. Bevölkerung. Nationalrat der Nationalen Front des Demokratischen Deutschlands, Berlin 1969.
- Max Hoelz. Neues Leben, Berlin 1983. 3. Auflage 1989, ISBN 3-355-00940-7.
- Mathilde Franziska Anneke. Neues Leben, Berlin 1988, ISBN 3-355-00477-4.
- Sophie von Hatzfeldt. Neues Leben, Berlin 1991, ISBN 3-355-01290-4.
- mit Joachim Küttner: Deutsche in Polen nach 1945. Gefangene und Fremde. Bearbeitet von Dieter Bingen. Oldenbourg, München 1997, ISBN 3-486-56236-3.
- Die Nackte unterm Ladentisch. Das Magazin in der DDR. NORA, Berlin 2002, ISBN 3-935445-41-5 und Neues Leben, Berlin 2006, ISBN 978-3-360-01283-8.
- Heimwege. Quartus, Bucha bei Jena 2009, ISBN 978-3-936455-67-0.
- Meine blauen Jahre. Quartus, Bucha bei Jena 2013, ISBN 978-3-943768-11-4.